# La bèstia humana
La bèstia humana (La Bête humaine en el seu títol original en francès) és una pel·lícula de l'any 1938 dirigida per Jean Renoir i protagonitzada per Jean Gabin i Simone Simon, la qual fou emesa per primera vegada a TV3 el 10 d'abril del 2001. Forma part del moviment cinematogràfic del realisme poètic francès.
És una pel·lícula inspirada en la novel·la homònima de E. Zola, publicada al 1890. Jean Renoir va simplificar i dramatitzar la història per adaptar-la al cinema.

## Argument
El ferroviari Jacques Lantier (Jean Gabin) és l'honest, però epilèptic maquinista de La Lison. Viatja des de París fins a l'estació de Le Havre, on es procedeix a la reparació dels eixos de la locomotora. Lantier torna a la capital dos dies després, sent testimoni de l'assassinat d'un home. El criminal és el cap d'estació, el senyor Roubaud (Fernand Ledoux), ja que ha descobert que la seua jove i bella muller, Séverine (Simone Simon), és amant del milionari Grandmorin (Jacques Berlioz). Roubaud aconsegueix que Lantier no el delati. Més endavant, Séverine proposa a Lantier matar el marit i fugir junts.

## Context històric i artístic
La bèstia humana és una inqüestionable composició mestra del cineasta Jean Renoir, el qual la va gestar en la primera dècada del cinema sonor. Pessimista retrat de la condició humana, es basa en una de les millors novel·les d'Émile Zola, un relat naturalista d'emocions, sentiments i fatalitat. En pantalla, el protagonisme recau en l'actor Jean Gabin, que ja havia fet amb Renoir Les Bas-fonds (1935) i La Grande Illusion (1937). Amb carisma i superlatiu talent dramàtic, Gabin interpreta mesuradament l'honrat i bon maquinista Lantier, al qual les circumstàncies i l'enbruix d'una dona corrompen i alteren fins a l'esquizofrènia. El ferroviari, projecció de la irracionalitat latent de l'ésser humà, serà captiu de condicionants socials i genètics, desitjos incontrolables que finalment el llancen de cap a la tragèdia irremeiable.
Rodada entre ombrívols decorats ferroviaris (les estacions de Saint-Lazare i de Le Havre) i atmosferes tèrboles, la pel·lícula fou escrita i dirigida amb tens dramatisme per Renoir, que va voler alleugerir la flama de tants mals i desgràcies amb un apaivagador caire poètic. Altrament, no refusa fer uns ocasionals apunts al·legòrics i simbòlics, cas de la imatge de la màquina del tren (representació de la bèstia desbocada) avançant per la via. La pel·lícula s'obre amb una esplèndida seqüència de cinc minuts, de característiques documentals, en què la locomotora de carbó La Lison, guiada per l'orgullós Lantier, es dirigeix cap a Le Havre travessant el vast paisatge francès.
Cal destacar la presència de Simone Simon, qui poc després viatjaria a Hollywood per a interpretar La dona pantera (Jacques Tourneur, 1942), la pel·lícula per la qual més se la recorda. Publicada el 1889, la novel·la de Zola tornaria a ésser portada a la pantalla per Fritz Lang en Desig humà (1954), llavors en clau de cinema negre i amb Glenn Ford i Gloria Grahame en els papers de rellevància.

## Frases cèlebres
| « | "... És com una fumera que se'm fica dins el cap i ho deforma tot. L'epilèpsia em fa ser com un gos rabiós, i això que no bec alcohol. Si en begués, perdria el seny. He acabat creient que pago pels vicis dels altres. Pels meus pares i pels meus avis, que van beure. Generacions de borratxos que m'han anat enverinant la sang. Ells m'han transmès aquesta malaltia que pateixo. És espantós." (Jean Gabin com a l'epilèptic Lantier) | » |

## Curiositats
- La Lison, el nom de la locomotora, és també el nom d'un riu de l'est de França (departament de Doubs, Franc Comtat).[5]
- Hom diu que Jean Renoir va oferir el paper del personatge principal de la novel·la d'Émile Zola a Jean Gabin per a acomplir el desig d'aquest darrer de protagonitzar una pel·lícula com a maquinista ferroviari.[6]

## Premis
- 1939: Festival Internacional de Cinema de Venècia (nominada a la Copa Mussolini al Millor Film Estranger).[7]